# Conseil supérieur de l'Église protestante prussienne

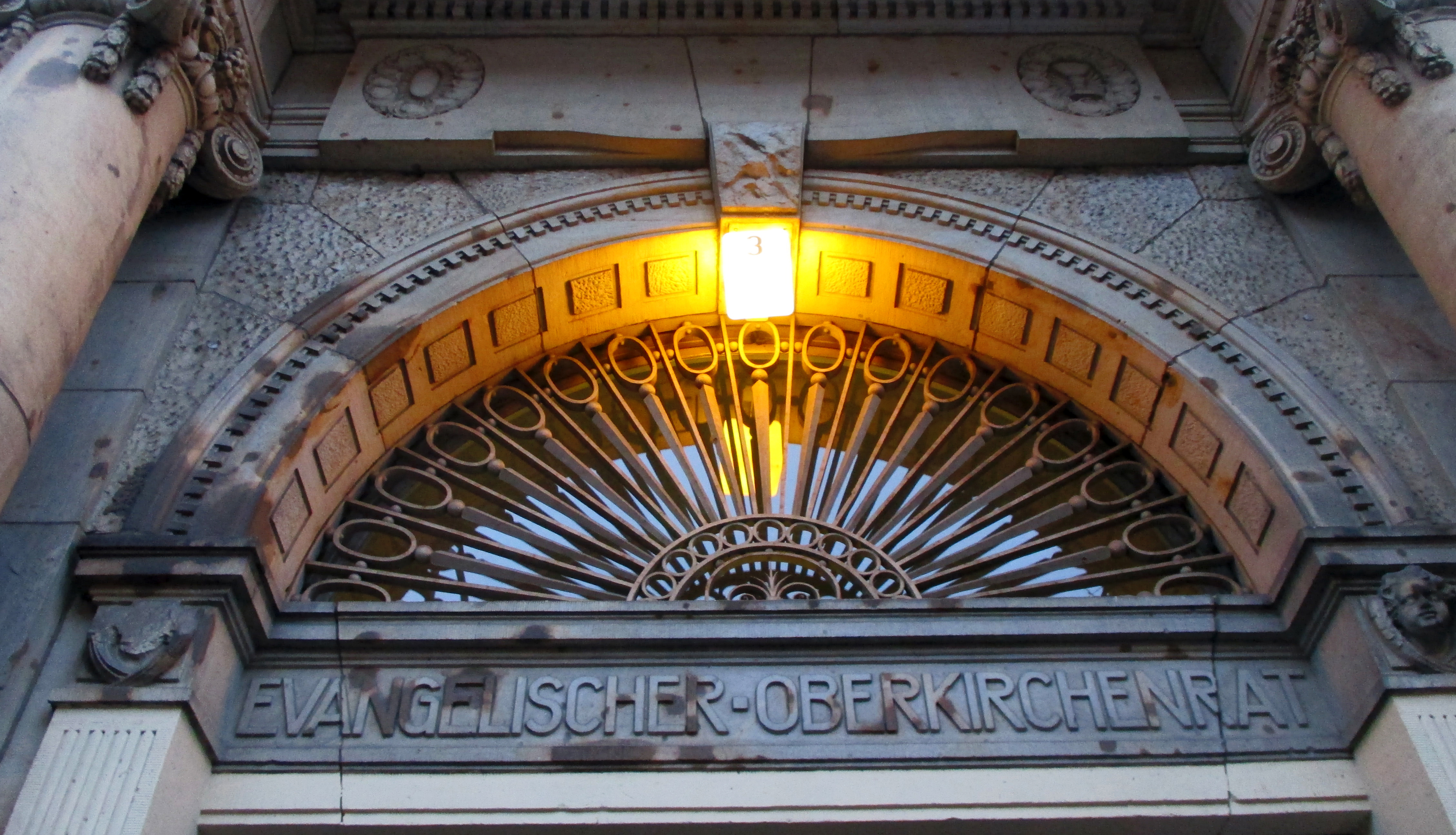
Conseil supérieur de l'Église protestante - Berlin

Le Conseil supérieur de l'Église protestante (abrégé principalement EOK, parfois aussi EO) est l'autorité administrative suprême de l'église protestante régionale dans les provinces qui appartenaient à la Prusse avant 1866 et son église successeur, l'église de l'ancienne Union prussienne. Son siège était à Berlin.

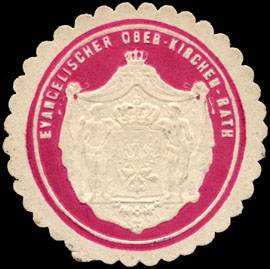
Marque de sceau de l'EOK

## Formation
Comme dans d'autres États territoriaux allemands, dans le Brandebourg-Prusse, l'administration des affaires des églises protestantes est assurée par des consistoires dans le cadre du régime de gouvernement seigneurial des églises. Pour tout le territoire de la monarchie, depuis le XVIIIe siècle le Haut Consistoire luthérien (1750-1808), le Directoire de l'Église réformée (1713-1808) ainsi que le Consistoire supérieur des communautés réformées françaises (1701-1809) sont compétents pour l'ensemble du territoire de la monarchie, jusqu'à ce qu'ils soient dissous en 1808/09 et que leurs tâches soient confiées à une section des affaires cultuelles au sein du ministère prussien de l'Intérieur. En 1815, des consistoires sont à nouveau créés pour les provinces prussiennes individuelles; Cependant, la responsabilité centrale est restée au "Ministère de l'Éducation" (ministère des Affaires spirituelles, éducatives et médicales) nouvellement créé en 1817. Des revendications visant à recréer une autorité purement ecclésiastique pour les affaires intérieures de l'Église d'État unie depuis 1817 sont régulièrement formulées, notamment par le Synode général prussien de 1846. Le roi Frédéric-Guillaume IV institue un consistoire supérieur le 28 janvier 1848, qui est cependant annulé par le gouvernement de mars le 15 avril, car le ministre de l'Éducation Maximilian von Schwerin-Putzar  voulait créer un auto-gouvernement presbytérien-synodal de l'Église. Lorsque la contre-révolution s'impose à nouveau en Prusse à l'automne 1848, le roi renoue cependant avec son plan précédent et créé en janvier 1849 un "département pour les affaires intérieures de l'Église protestante" au sein du ministère des Cultes. Afin de respecter le § 12 de la constitution imposée de décembre 1848 (= § 15 de la constitution de 1850), selon lequel l'Église protestante, "comme toute autre société religieuse, ... un décret royal du 29 juin 1850 stipule que le département des affaires intérieures de l'Église protestante doit être détaché du ministère des Cultes et transformé en Conseil supérieur de l'Église protestante (EOK).

## Histoire
Le 11 juillet 1850, la nouvelle autorité est officiellement entrée en fonction. Le juriste silésien Rudolf von Uechtritz (de) (1803–1863) est le premier président de l'EOK. Les autres conseillers, dont les théologiens Daniel Amadeus Neander, Karl Wilhelm Moritz Snethlage (de), Friedrich Strauß (de), Ludwig August Bollert et Wilhelm Ross (de) et les avocats Friedrich Julius Stahl (de), Heinrich von Mühler et Ämilius Ludwig Richter (de) continuent à être actifs dans le ministère lui-même. Tous les membres de l'EOK sont nommés par le roi et sont responsables devant lui, de sorte que le constitutionnaliste Ernst Rudolf Huber juge sa création comme "un renforcement du moment autorité-administration-ecclésiastique dans le protestantisme prussien" et "l'établissement de l'absolutisme ecclésiastique".
Karl Immanuel Nitzsch, qui a rejoint l'EOK en 1852, réussit à faire abandonner les efforts pour repousser l'Union. Sinon, sous von Uechtritz et ses successeurs, l'EOK est un instrument de conservatisme. Ce n'est que lorsqu'Emil Herrmann prend la présidence en 1872 et est soutenu par le ministre de l'Éducation Adalbert Falk que l'EOK devient temporairement un promoteur du libéralisme ecclésiastique. La constitution de l'Église des provinces orientales de la Prusse est complétée par les règlements paroissiaux et synodaux de 1873/76. Le centre du pouvoir, cependant, est resté l'EOK, qui, sous le président Ottomar Hermes (de), promeut de nouveau clairement la direction de "l'église positive". Au nom des autres églises régionales, l'EOK prend également en charge les congrégations ´protestantes allemandes à l'étranger à partir de 1884, dont la plupart ont auparavant été fondées par la Prusse.
Sous le président Friedrich Wilhelm Barkhausen (de), l'EOK fait d'abord campagne au nom de l'empereur Guillaume II en 1890 pour que les pasteurs soient impliqués dans les affaires socio-politiques, mais interdit de nouveau la même activité en 1895. Après que la présidence du Comité de l'Église protestante allemande (de), fondée en 1903, a été définitivement associée à la présidence de l'EOK, l'EOK acquit une importance exceptionnelle pour l'ensemble du protestantisme allemand. Il conserve ce poste pendant la République de Weimar, puisque le président de l'EOK préside également le comité de la Fédération des Églises protestantes allemande (de). Après l'abolition du gouvernement de l'Église souveraine en 1918, l'EOK continue d'abord à fonctionner sans changement et conserve également largement ses fonctions lorsque, en 1922/1924, un nouvel ordre ecclésiastique transforme l'Église d'État prussienne en Église protestante de l'ancienne Union prussienne. Cependant, la direction réelle de l'église repose désormais sur le sénat de l'Église élu par le synode.
Pendant l'ère national-socialiste, l'EOK, comme presque toutes les autorités ecclésiastiques, est rapidement mise au pas. Quand le 8 juin 1933, le président de l'EOK, Hermann Kapler (de), démissionne et Ernst Stoltenhoff (de) est nommé successeur par intérim sans obtenir la confirmation requise du gouvernement. Le 4 août 1933, Ludwig Müller est élu président de l'EOK par le sénat de l'Église, mais après son élection comme évêque d'État et impérial fin septembre, il rend la charge à Friedrich Werner (de), qui a déjà été nommé par intérim sur une base provisoire par August Jäger. Au début de 1934, Müller usurpe de nouveau la présidence de l'EOK, qu'il lie étroitement à la chancellerie de l'Église protestante allemande. Après son éviction, Werner reprend la présidence de l'EOK en novembre.
Après la fin de la Seconde Guerre mondiale, Otto Dibelius est nommé président de l'EOK en août 1945 par une direction provisoire de l'Église. Cependant, il ne peut empêcher les Églises provinciales de devenir indépendantes et l'Église de l'ancienne Union prussienne de se désintégrer. Le 30 juillet 1951, l'EOK est transformé en chancellerie d'église. Elle existe de 1953 à fin 2003 comme secrétariat de l'Église protestante de l'Union (de) (EKU), puis comme secrétariat de l'Union des Églises protestantes (UEK). Depuis le début de 2007, il n'y a qu'un seul bureau au bureau de l'église protestante d'Allemagne à Hanovre.

## Bâtiment de service

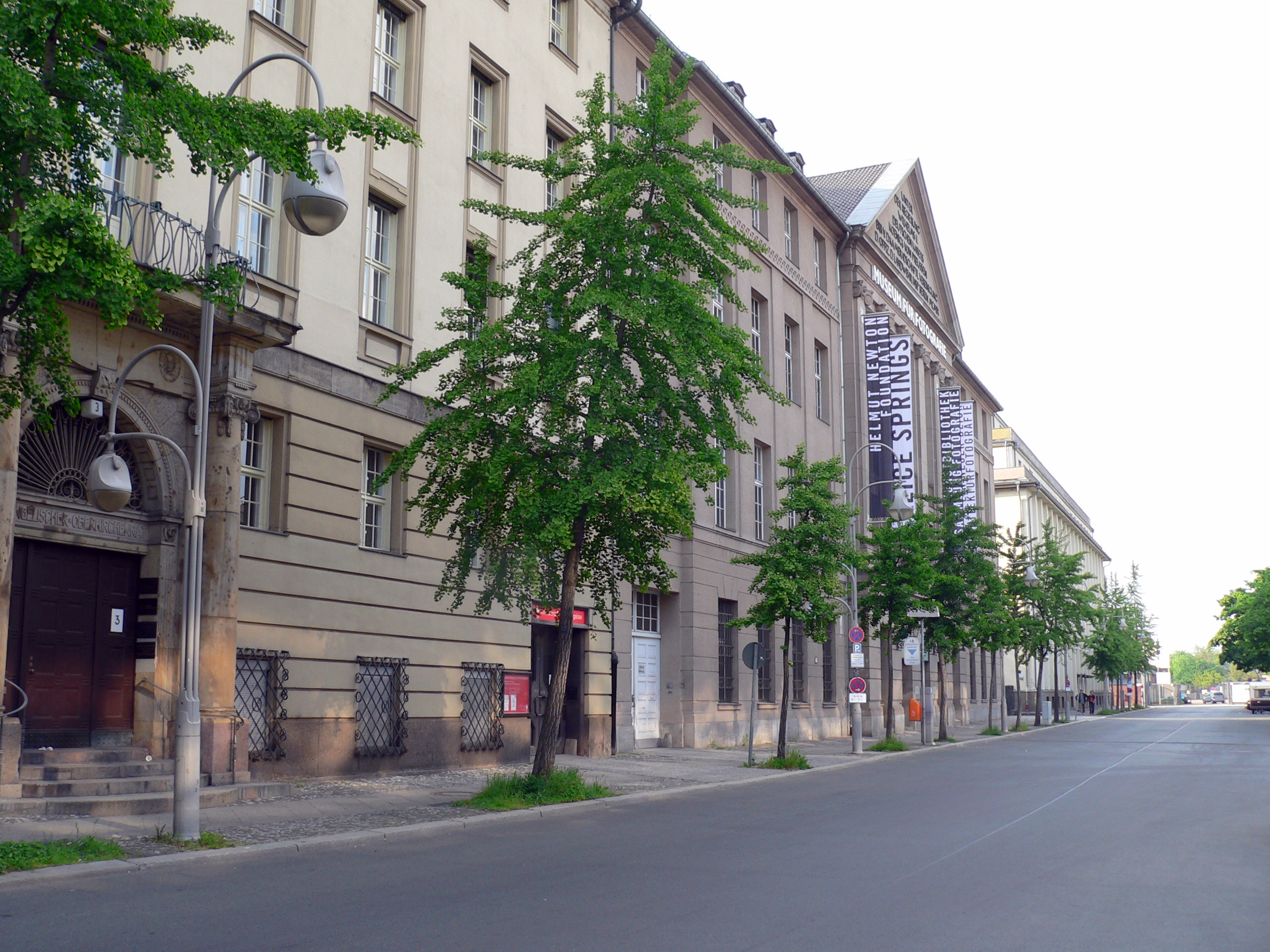
Entrée de l'ancien EOK prussien, depuis 2007 le siège de l', Berlin.

Les bureaux de l'EOK, d'abord provisoirement dans l'appartement du président d'Uechtritz, se trouvent à la « v. Winterfeldtsches Haus » au 38 Köthener Straße (de) (dans le quartier du Tiergarten (de)). En 1910-11, Adolf Bürckner et Fritz Herrmann construisent un nouveau bâtiment représentatif au 3 Jebensstraße (à Charlottenbourg, qui est encore indépendant à l'époque, juste à côté de la gare du Zoo), selon les plans de l'architecte Eduard Fürstenau (de), et est mise en service en janvier 1912.

## Présidents
- 1850-1863 : Rudolf von Uechtritz (de)
- 1863-1864 : Heinrich von Mühler
- 1865-1872 : Ludwig Emil Mathis (de)
- 1872-1873 : Wilhelm Hoffmann (de)
- 1873-1878 : Emil Herrmann
- 1878-1891 : Ottomar Hermes (de)
- 1891-1903 : Friedrich Wilhelm Barkhausen (de)
- 1903-1919 : Bodo Voigts (de)
- 1919-1924 : Reinhard Möller (de)
- 1925-1933 : Hermann Kapler (de)
- 1933 : Ernst Stoltenhoff (de) ; intérimaire, destitué par le commissaire d'État prussien August Jäger
- 1933-1945 : Friedrich Werner (de)
- 1945-1951 : Otto Dibelius